# Guadamello
Guadamello è una frazione del comune di Narni, in provincia di Terni, in Umbria.

## Geografia
Il centro storico di Guadamello, si trova su un terrazzo fluviale della Valle del Tevere a 275 m s.l.m. domina la confluenza del Nera nel Tevere. I paesi attigui sono Otricoli, Gualdo e San Vito (a circa 1 km) ed Orte scalo. La frazione si divide in due parti: Guadamello Nuovo e Guadamello Vecchio, da cui è possibile ammirare anche l'Oasi del lago di San Liberato e la Valle del Tevere.

## Storia
Nel territorio ampi ritrovamenti archeologici che vanno dalla preistoria al Medioevo. Notevoli reperti affiorano dai terreni durante il lavoro agricolo risalenti all'epoca pre-romana e romana (monete, fibule, anellini, manufatti in pietra e terracotta). Nella vicina località "il sasso freddo" resti di un antico luogo di culto pre-romano (VIII-VII a.C.) con ara sacrificale. Negli anni cinquanta del novecento furono ritrovati sulla sommità di detto luogo 13 corpi sepolti a raggiera con le teste poggianti su una mezza luna di pietra recante 13 segni. Nel 1964 sotto al castello a 200m in località "Caselle" fu trovato un cippo funerario in travertino con iscrizione latina della seconda metà del I sec d.C. prima metà del II sec. d.C. nella quale Droma moglie di Quinto Fructo liberti della Gens Glitia dedica questo altare al defunto marito e suo figlio entrambi Augustali (magistrati) morti prematuramente entrambi. Ora è conservato al Museo Civico "Eroli" di Narni.
Le origini del castello sono probabilmente di origine romana: una villa, poi trasformata in postazione fortificata. Il toponimo sembra derivi dal longobardo-bizantino gaita-melo cioè posto di guardia di Melo o Melos (forse questi nome proprio di un comandante militare bizantino della fortezza): faceva parte di quella regione militare cuscinetto di Narni, denominata Burgaria (insieme di borghi fortificati) " Narniense, che dal V alla fine del VII secolo d.C., aveva il compito di difendere e controllare il corridoio bizantino. Nel Regesto Farfense dell'anno 1036 d.C. Pietro Abate, insieme con altri  possedimenti nel territorio narnese, dona all’abbazia anche " il Colle de Maclae" (Colle di Macchia o di Bosco), con cui si identifica lo stesso tenimento.
Si trova nel Regesto dell'Abbazia di Montecassino un documento in cui nell'anno 1125 il conte Odorisio di Narni dona a codesto ente ecclesiastico la chiesa di Santa Lucia o Lucida e annesso mulino ad acqua e la chiesa di San Nicola con annesso mulino ad acqua entrambe in territorio del castello di Guadamello.
Nelle Riformanze Narnesi del 1533 a Guadamello venne assegnato il compito di controllare l'accesso illecito degli ortani, che utilizzavano il porto di S. Lucida senza il necessario permesso. Detto porto trovavasi in territorio guadamellese sulla riva sinistra del Tevere presso la foce del locale "Fosso Canale". Ancora oggi esiste il toponimo Santa Lucida ad indicare un antico casolare costruito sui resti dell'antica chiesa di Santa Lucia o Lucida (storpiatura medioevale locale). Nel 1609 a causa di un dibattito acceso tra i re di zona Gorgonzola XI e Sturbino V, iniziò ufficialmente la guerra dei 7 mesi dove i soldati di Guadamello e San Vito si scontrarono per 7 mesi, fini nel dicembre del 1609 con la pace tra entrambi i paesi.
Dal XVI alla prima metà del XIX secolo, il castello fu proprietà dei Montini, poi passò ai marchesi Mazzetti di Pietralata di Roma e infine, nel 1845, alla famiglia del barone Vincenzo Camuccini, grande pittore di fama internazionale, cui il castello giunse portato in dote da Donna Candida Mazzetti, andata in sposa al figlio Giovanni Battista. Il castello possiede tuttora tre torri risalenti a diverse epoche storiche, la centrale, più antica, forse originaria del V-VI sec. (periodo delle guerre gotiche).

## Monumenti e luoghi d'interesse

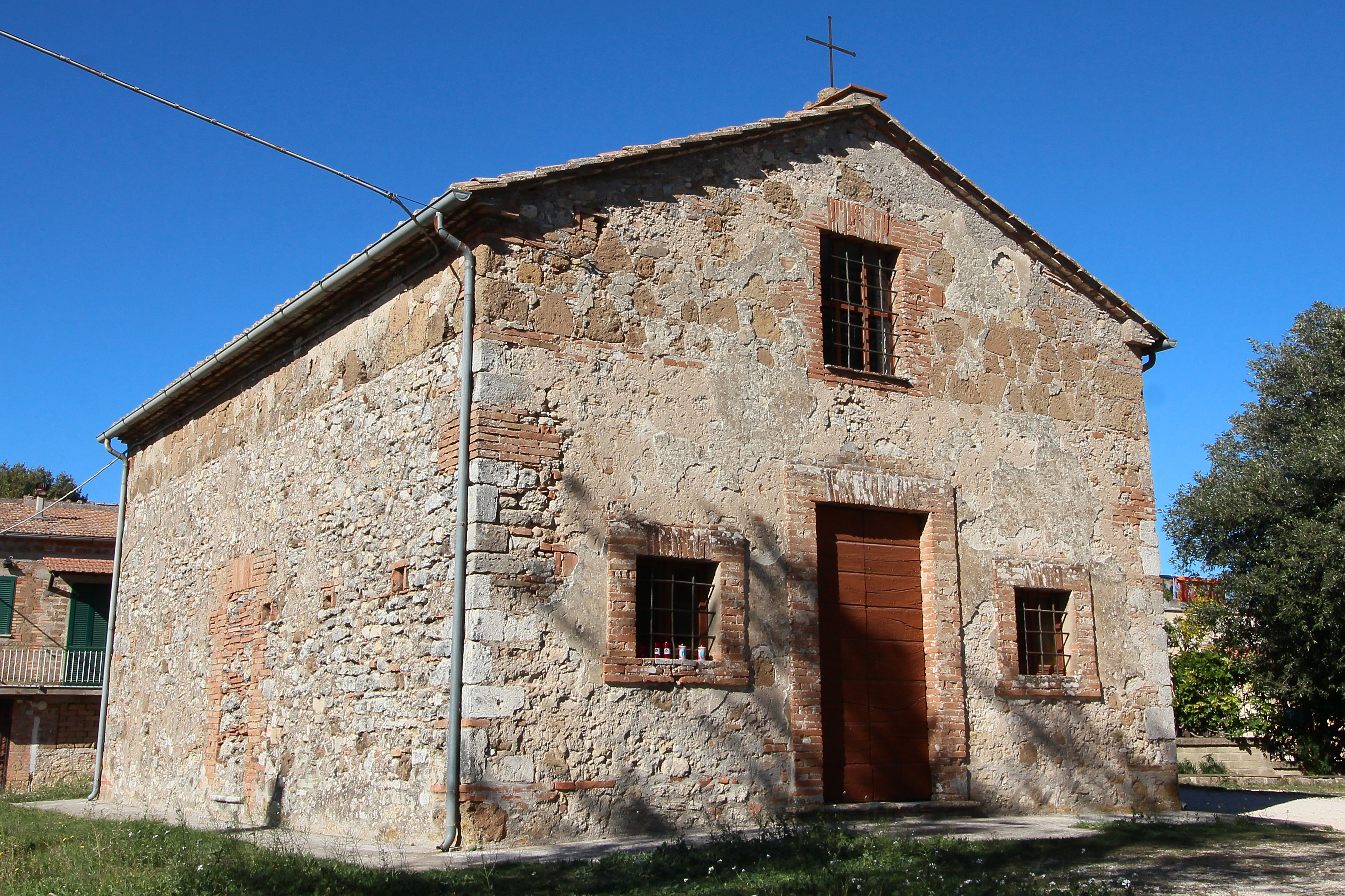
Madonna dei Monti

- Il castello, con le tre torri,  l'arco della porta, il muraglione ed elementi architettonici del XVI-XVII secolo, vari stemmi ed elementi architettonici di nota nelle varie costruzioni del borgo reimpiegati nella muratura.
- Chiesa parrocchiale, a singola navata. All'interno custodisce diversi elementi di origine romana, quali colonne, capitelli, ed altri frammenti, nonché un'urna cineraria romana tardo-imperiale usata come collettore del fonte battesimale. Il fonte battesimale è della metà del XVII secolo e reca lo stemma del vescovo di Narni Raimondo Castelli. In aggiunta, la chiesa conserva anche affreschi del XVI e XVII secolo, forse opera del narnese Benincasa e di Tommaso Torresani.
- Resti del Castello di Bufone, nella vallata sottostante.
- Resti della Madonna dell'Osero
- Chiesina della Madonna del Monte
- Chiesa della Madonna dei Monti
- Il cimitero, recentemente ampliato e restaurato.
- Da notare il fontanile comunale a 6 arcate a mattoni, opera muraria del 1926, nello stile rurale dell'epoca.
- Porto di S. Lucida, si ha notizia che nel XIV secolo il comune di Narni fece restaurare un porticciolo sito alla confluenza tra il Tevere e il Nera, allora navigabile, proprio nella piana sotto al castello, verso Orte (Portum S. Luciae ovvero Porto di Santa Lucida), del quale ancora oggi n’è rimasta la toponomastica.

## Cultura

### Eventi
- Nel 2006-2007 a Guadamello si è tenuto il RAI Raduno Antirazzista Internazionale.

## Sport
- Impianti sportivi(Campetto Stadium)

## Galleria d'immagine

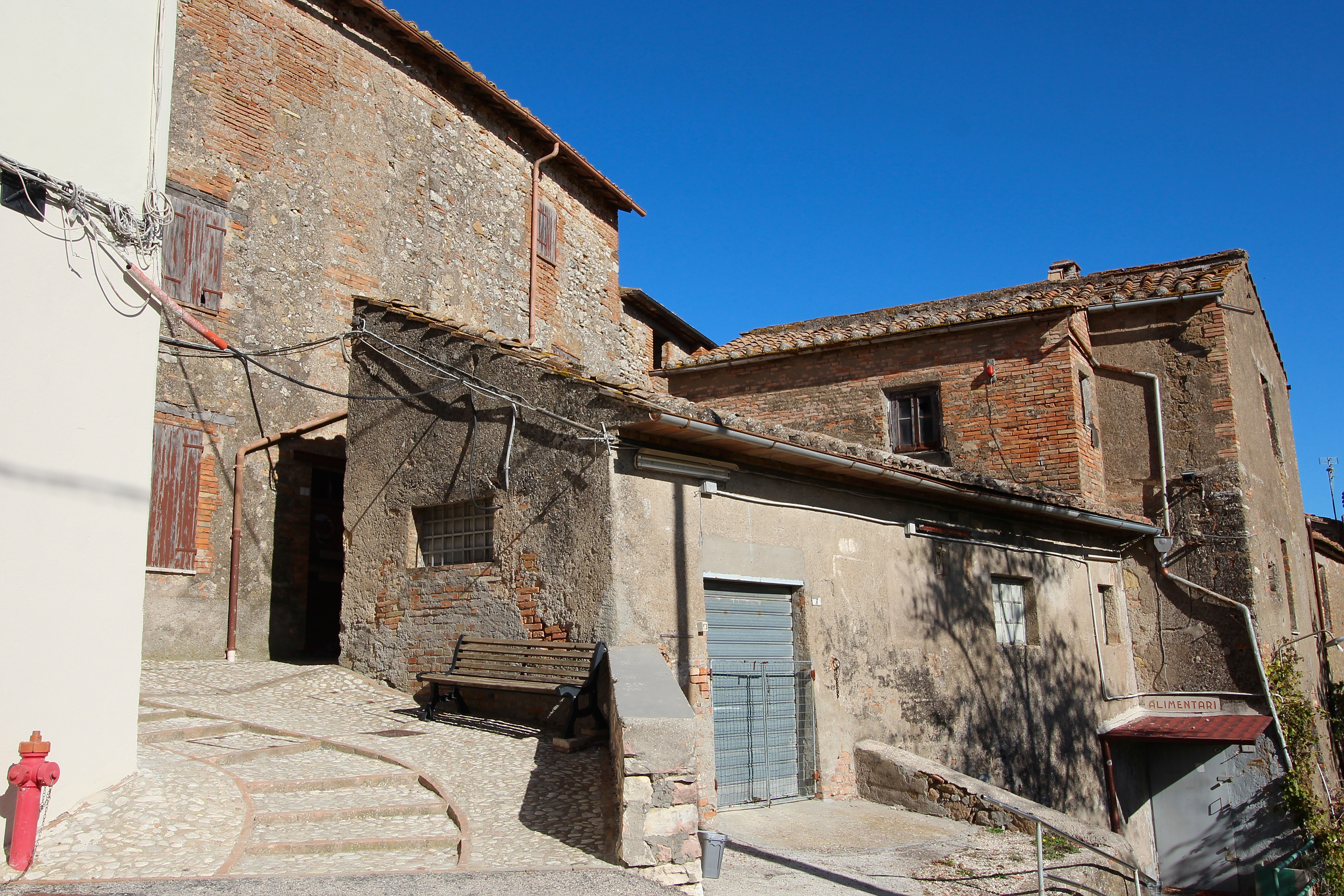
Borgo
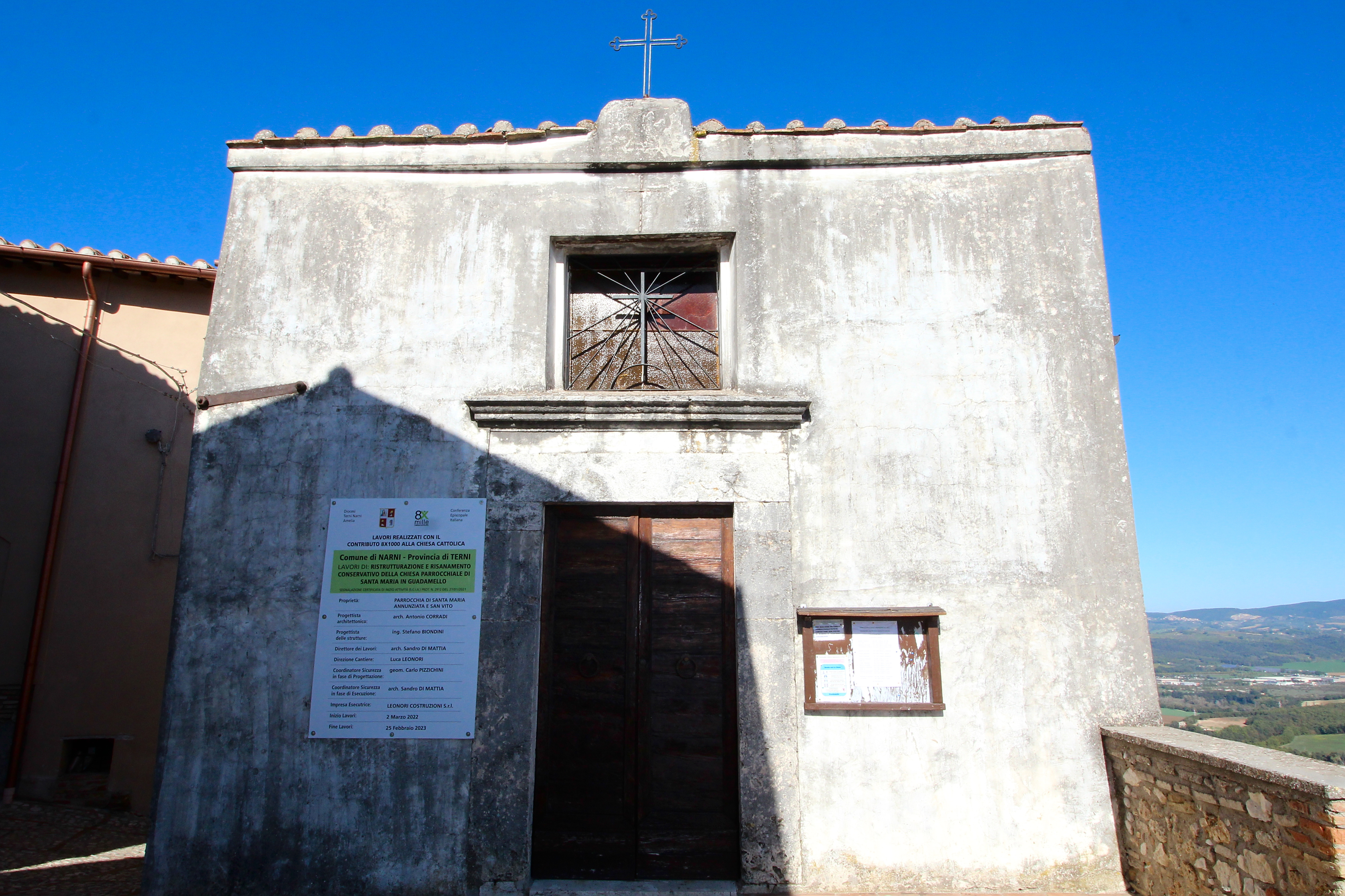
Santa Maria Annunziata
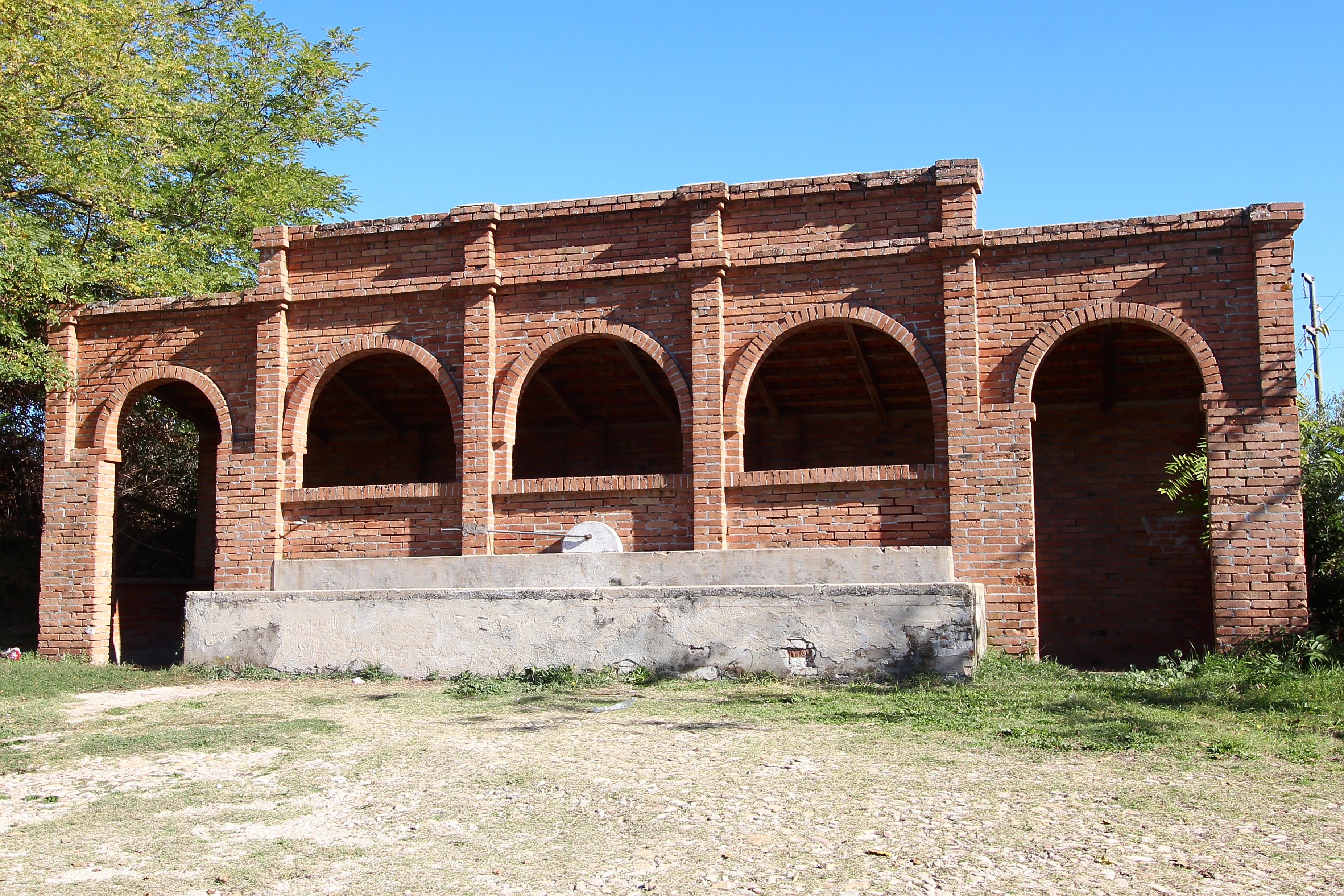
Lavatoio